# ویون، آردش
ویون (فرانسوی: Vion‎) یک کمون در دپارتمان آردش، فرانسه است که ۹۴۴ نفر جمعیت دارد.